# Embia fuentei
Embia fuentei är en insektsart som beskrevs av Luisa Eugenia Navas 1918. Embia fuentei ingår i släktet Embia och familjen Embiidae. Inga underarter finns listade i Catalogue of Life.